# Murray Hamilton
Murray Hamilton (Washington, 24 marzo 1923 – Washington, 1º settembre 1986) è stato un attore statunitense.

## Biografia
Nato a Washington nella contea di Beaufort County nella parte orientale della Carolina del Nord, Hamilton mostra subito un precoce interesse per la recitazione durante gli anni trascorsi alla High School di Washington poco prima dello scoppio della seconda guerra mondiale. Tuttavia problemi all'udito gli impediscono di arruolarsi; decide così di trasferirsi a New York appena diciannovenne per intraprendere la carriera di attore.
È apparso in cult-movie come Il laureato (1967), nel ruolo di Mr. Robinson, e Lo squalo (1975), quale sindaco della cittadina Amity.
Muore nel settembre 1986 per un cancro ai polmoni e viene sepolto presso il Cimitero di Oakdale di Washington, Carolina del Nord.

## Filmografia parziale

### Cinema
- Il fischio a Eaton Falls (The Whistle at Eaton Falls), regia di Robert Siodmak (1951)
- Soli nell'infinito (Toward the Unknown), regia di Mervyn LeRoy (1956)
- La ragazza che ho lasciato (The Girl He Left Behind), regia di David Butler (1956)
- L'aquila solitaria (The Spirit of Saint Louis), regia di Billy Wilder (1957)
- Un solo grande amore (Jeanne Eagles), regia di George Sidney (1957)
- Commandos (Darby's Rangers), regia di William A. Wellman (1958)
- Furia d'amare (Too Much, Too Soon), regia di Art Napoleon (1958)
- Tempi brutti per i sergenti (No Time for Sergeants), regia di Mervyn LeRoy (1958)
- Un marito per Cinzia (Houseboat), regia di Melville Shavelson (1958)
- Anatomia di un omicidio (Anatomy of a Murder), regia di Otto Preminger (1959)
- Sono un agente FBI (The FBI Story), regia di Mervyn LeRoy (1959)
- In punta di piedi (Tall Story), regia di Joshua Logan (1960)
- Lo spaccone (The Hustler), regia di Robert Rossen (1961)
- Quella strana condizione di papà (Papa's Delicate Condition), regia di George Marshall (1963)
- L'incredibile spia (13 Frightened Girls!), regia di William Castle (1963)
- Il cardinale (The Cardinal), regia di Otto Preminger (1963)
- Operazione diabolica (Seconds), regia di John Frankenheimer (1966)
- Vivi e lascia morire (An American Dream), regia di Robert Gist (1966)
- Il laureato (The Graduate), regia di Mike Nichols (1967)
- Il sergente Ryker (Sergeant Ryker), regia di Buzz Kulik (1968)
- Non si maltrattano così le signore (No Way to Treat a Lady), regia di Jack Smight (1968)
- Lo strangolatore di Boston (The Boston Strangler), regia di Richard Fleischer (1968)
- La fratellanza (The Brotherhood), regia di Martin Ritt (1968)
- Se è martedì deve essere il Belgio (If It's Tuesday, This Must Be Belgium), regia di Mel Stuart (1969)
- Come eravamo (The Way We Were), regia di Sydney Pollack (1973)
- Lo squalo (Jaws), regia di Steven Spielberg (1975)
- Detective Harper: acqua alla gola (The Drowning Pool), regia di Stuart Rosenberg (1975)
- Lo squalo 2 (Jaws 2), regia di Jeannot Szwarc (1978)
- Amityville Horror (The Amitvylle Horror), regia di Stuart Rosenberg (1979)
- 1941 - Allarme a Hollywood (1941), regia di Steven Spielberg (1979)
- Brubaker, regia di Stuart Rosenberg (1980)

### Televisione
- Wire Service – serie TV, episodi 1x03-1x33 (1956-1957)
- Conflict – serie TV, episodio 1x09 (1957)
- Have Gun - Will Travel – serie TV, episodio 1x20 (1958)
- Ai confini della realtà (The Twilight Zone) – serie TV, episodio 1x02 (1959)
- Men Into Space – serie TV, episodio 1x14 (1960)
- Goodyear Theatre – serie TV, episodio 3x11 (1960)
- Corruptors (Target: The Corruptors) – serie TV, episodi 1x32-1x33 (1962)
- The Nurses – serie TV, episodio 2x03 (1963)
- I giorni di Bryan (Run for Your Life) – serie TV, episodio 1x26 (1966)
- Hawk l'indiano (Hawk) – serie TV, episodio 1x06 (1966)
- Le strade di San Francisco (The Streets of San Francisco) – serie TV, episodio 3x12 (1974)
- Ellery Queen – serie TV, episodio 1x03 (1975)
- Alice – serie TV, episodi 1x12-1x13 (1976)
- Labirinti e mostri (Maze & Monsters), regia di Steven Hilliard Stern – film TV (1982)
- La signora in giallo (Murder, She Wrote) – serie TV, episodi 1x05-1x09 (1984)

## Doppiatori italiani
- Pino Locchi in Un solo grande amore, Sono un agente FBI, Lo spaccone, Brubaker
- Ferruccio Amendola in Paura d'amare, Lo strangolatore di Boston
- Bruno Persa in Il cardinale, Non si maltrattano così le signore
- Sergio Fiorentini in Detective Harper: acqua alla gola, Lo squalo 2
- Gianfranco Bellini in L'aquila solitaria
- Cesare Barbetti in Commandos
- Renato Turi in Anatomia di un omicidio
- Sergio Tedesco in In punta di piedi
- Massimo Turci in Ai confini della realtà
- Aldo Giuffré in Il laureato
- Gianni Marzocchi in Come eravamo
- Sergio Rossi in Lo squalo
- Dario Penne in Kojak
- Gianni Bonagura in 1941 - Allarme a Hollywood
- Mario Milita in Amityville Horror
- Renato Cortesi in Lo squalo (ridoppiaggio)